# كريستينا ميدينا
كريستينا يوجينيا ميدينا كوندي (بالإسبانية: Cristina Eugenia Medina Conde) هي ممثلة ومغنية ومنتجة مسرحية إسبانية، ولدت في 8 أبريل 1971 في إشبيلية في إسبانيا.

## روابط خارجية
- Cristina Medina Conde على موقع IMDb (الإنجليزية)